# Reuthaus
Reuthaus ist ein Gemeindeteil der Gemeinde Emtmannsberg im Landkreis Bayreuth (Oberfranken, Bayern). Reuthaus liegt in der Gemarkung Birk.

## Lage
Westlich der Einöde grenzt der Forst Thiergarten an. Im Osten liegt die Anhöhe Dreiköpfige Tanne (519 m ü. NHN). Eine Gemeindeverbindungsstraße führt nach Oberölschnitz (1,3 km nordöstlich).

## Geschichte
Reuthaus wurde im 19. Jahrhundert auf dem Gemeindegebiet von der Birk gegründet. Im Rahmen der Gebietsreform in Bayern wurde Reuthaus am 1. Mai 1978 in die Gemeinde Emtmannsberg eingegliedert.